# هونگجیانگ
هونگجیانگ (به لاتین: Hongjiang) یک منطقهٔ مسکونی در چین است که در هیوایهوا واقع شده‌است. هونگجیانگ ۲٬۱۶۴٫۳۷ کیلومتر مربع مساحت و ۴۱۳٬۰۳۶ نفر جمعیت دارد.